# Триреберник непахучий
Трире́берник непаху́чий (Tripleurospermum maritimum) назва запропонована деякими дослідниками. Традиційна назва рослини згідно з Флорою Європи — Matricaria perforata, українською польова ромашка непахуча або ромашка продірявлена) — однорічна або дворічна рослина родини айстрових. Широко розповсюджений бур'ян. В народі цей вид відомий під назвою ромашка незапашна, що вказує на його схожість із рослинами з родів хамоміла і ромашка. В той же час видова назва непахучий вказує на головну відмінність від цих рослин — відсутність характерного духмяного запаху.

## Опис

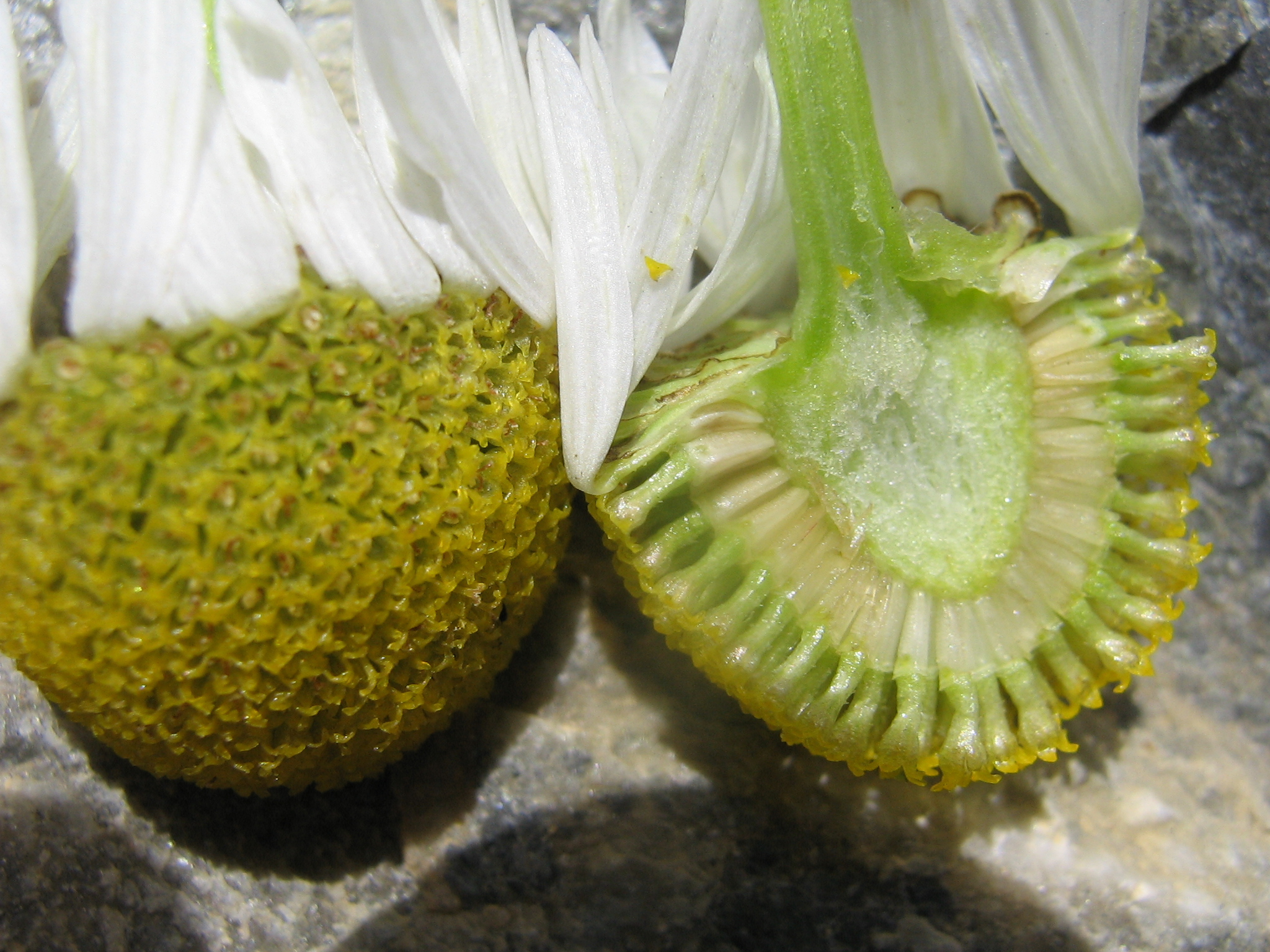
Кошик у розрізі

Трав'яниста рослина заввишки 10-100 см. Корінь стрижневий, тонкий, схожий на веретено. Стебло пряме або висхідне, розгалужене, голе, порожнисте. Листки чергові, двічі- або тричіперисторозсічені на тонкі частки, нижні на коротких черешках, середні й верхні — сидячі.
Суцвіття — кошики, які поодиноко розташовані на кінцях стебел і гілочок. Їх діаметр становить 2-2,5 см. Спільне квітколоже дрібногорбкувато-виїмчасте, конічне. За непустотілим квітколожем цей вид можна безпомилково відрізнити від ромашки аптечної, у якої воно порожнисте. Кошик з жовтими трубчастими квітками всередині, по краях оточений білими язичковими квітками, схожими на пелюстки. Плід — оберненопірамідальна, усічена, тригранна, жовтувато-коричнева сім'янка, завдовжки 1,5-2,5 мм, завширшки 0,75-1,25 мм, завтовшки 0,5-0,75 мм. Вага 1000 сім'янок — 0,5-0,75 г.
Низька концентрація ефірних олій у цієї рослини зумовлює відсутність не тільки характерного запаху, але і будь-якої помітної фармакологічної дії. Отже триреберник непахучий до лікарських рослин не відноситься.

## Поширення
Природний ареал охоплює помірні райони Євразії, за його межами рослина натуралізована в Північній Америці і Новій Зеландії. В Європі зростає скрізь, крім більшості середземноморських островів, хоча є звичайною на материковому узбережжі Середземного моря. В Азії триреберник непахучий трапляється на території Росії (Передкавказзя, Дагестан, Західний Сибір), Азербайджану, Грузії, Казахстану і в китайській провінції Сінцзян. В Україні вид поширений в усіх областях, особливо в Лісостепу.

## Екологія

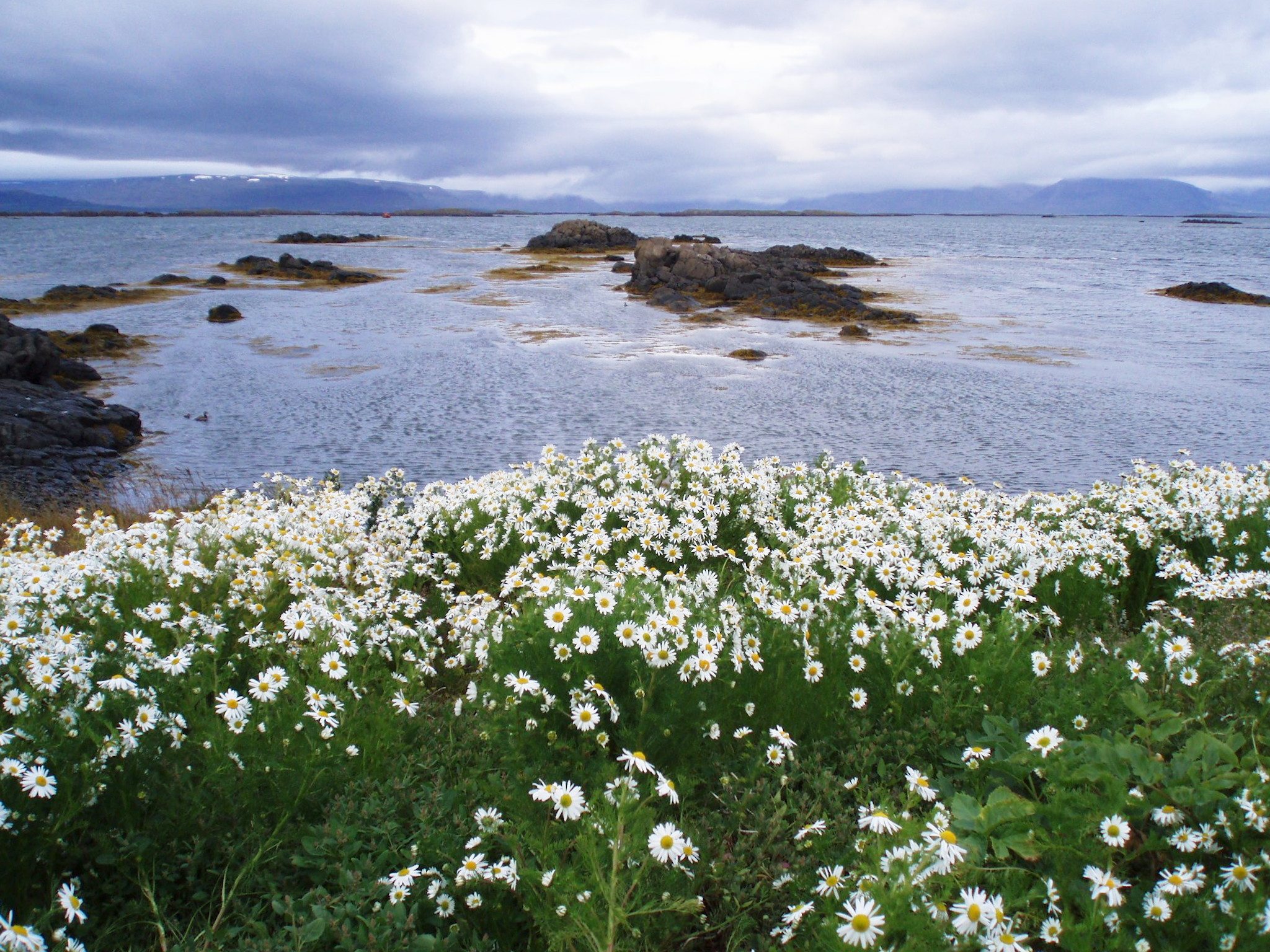
Зарості триреберника непахучого в Ісландії

Рослина світлолюбна, невибаглива: росте на будь-яких помірно зволожених ґрунтах. Зазвичай її можна зустріти на луках, узбіччях доріг, польових межах, смітниках, біля жител, водойм. Особливо численні популяції розвиваються на понижених місцях, в тому числі і на морських узбережжях. Триреберник непахучий засмічує посіви зернових культур, багаторічних трав, городи, сади та інші сільськогосподарські угіддя.
Цвітіння відбувається у червні-жовтні, плодоношення — у липні-листопаді. Максимальна плодючість становить 1 млн. 650 тис. сім'янок. Насіння, що зимувало, проростає в березні-травні, мінімальна температура проростання становить +2… +3 °C, оптимальна — +18…+24 °C. Насіння, що висіялось влітку, проростає в серпні-вересні, причому сходити можуть як дозрілі, так і недозрілі насінини. Осінні сходи зимують і продовжують розвиток навесні. Для успішного проростання насіння має бути заглиблене у ґрунт не більше ніж на 5-6 см.

## Синоніми
| - Chamaemelum inodorum (L.) Vis. - Chamaemelum inodorum var. maritimum (L.) Rchb. - Chamaemelum inodorum var. salinum (Wallr.) Rchb. - Chamaemelum maritimum (L.) Boiss. - Chamaemelum maritimum (L.) Willk. - Camomilla inodora (L.) Gilib.nom. inval. - Chamomilla inodora (L.) K.Koch - Chamomilla maritima (L.) Rydb. - Chrysanthemum elegans Steud. - Chrysanthemum inodorum (L.) L. - Chrysanthemum maritimum (L.) Cav. - Chrysanthemum maritimum (L.) Pers. - Dibothrospermum agreste Knaf - Dibothrospermum pusillum Knaf - Matricaria chamomilla L. - Matricaria inodora L. - Matricaria inodora var. agrestis Weiss - Matricaria inodora f. agrestis (Weiss) Fiori & Paol. - Matricaria inodora f. biennis Fiori & Paol. - Matricaria inodora var. pusilla Fiori | - Matricaria maritima L. - Matricaria maritima var. agrestis (Knaf) Wilmott - Matricaria maritima subsp. inodora (L.) Soó - Matricaria maritima subsp. inodora (L.) Clapham - Matricaria maritima var. inodora (L.) Soó - Matricaria maritima f. maritima - Matricaria maritima subsp. maritima - Matricaria maritima var. maritima - Matricaria perforata Mérat - Matricaria pumila Nyman - Pyrethrum elegans Pollini - Pyrethrum inodorum (L.) Moench - Tripleurospermum inodorum (C.Koch.) Schultz Bip. - Tripleurospermum maritimum subsp. inodorum - Tripleurospermum maritimum var. agreste (Weiss) Briq. & Cavill. - Tripleurospermum inodorum var. maritimum (L.) Sch. Bip. - Tripleurospermum maritimum var. pusillum (Knaf) Briq. & Cavill. - Tripleurospermum maritimum subsp. subpolare (Pobed.) Hämet-Ahti - Tripleurospermum perforatum (Mérat) M.Laínz - Tripleurospermum perforatum (Mérat) Wagenitz |